# AirPlay – Nowości
AirPlay – Nowości – oficjalna lista pięciu najczęściej granych nowych piosenek (nowości) przez stacje radiowe w Polsce, publikowana co tydzień na stronie Związku Producentów Audio-Video, gdzie znajduje się także jej archiwum. Monitorowaniem ich popularności zajmuje się BMAT, hiszpańska firma badająca airplay 700 stacji radiowych i telewizyjnych w ponad 50 krajach na świecie.